# Zoran Simjanović
Zoran Simjanović, serb. Зоран Симјановић (ur. 11 maja 1946 w Belgradzie, zm. 11 kwietnia 2021 tamże) – serbski kompozytor. Od 1961 roku założył i grał w kilku najpopularniejszych zespołach rockowych w Jugosławii (m.in. Siluete, Elipse). Pisał także piosenki dla swoich przyjaciół, którzy zdobyli nagrody na festiwalach, chociaż ogólnie rzecz biorąc, nigdy nie interesował się zbytnio muzyką pop.
Od 1975 komponował muzykę dla kina, telewizji i teatru w Jugosławii i za granicą. Napisał muzykę do 55 filmów, w tym dużej ilości dla telewizji. Był wykładowcą na Wydziale Sztuk Scenicznych i Wydziale Sztuki Muzycznej w Belgradzie.
Zmarł 11 kwietnia 2021 roku w Belgradzie na COVID-19, miał 74 lata.